# Avaste mägi
Avaste mägi är en kulle i Estland.   Den ligger i landskapet Raplamaa, i den västra delen av landet, 90 km söder om huvudstaden Tallinn. Toppen på Avaste mägi är 27 meter över havet.
Terrängen runt Avaste mägi är mycket platt. Runt Avaste mägi är det mycket glesbefolkat, med 5 invånare per kvadratkilometer. Närmaste större samhälle är Pärnu-Jaagupi, 18,8 km sydost om Avaste mägi. I omgivningarna runt Avaste mägi växer i huvudsak blandskog.